# Leo McKern
Leo McKern (født 16. marts 1920, død 23. juli 2002) var en australsk skuespiller.